# 磐手杜神社
磐手杜神社（いわてもりじんじゃ）は、大阪府高槻市にある神社。旧社格は村社。

## 祭神
- 武甕槌命
- 天児屋根命
- 経津主命
- 姫大神
- 安閑天皇

## 歴史
創建は666年（天智天皇5年）と伝えられ、当初の神社は安満山の南西麓、桧尾川に面した場所にあったため安満神社と称していた。その後、神社の所在地一帯が奈良にある春日大社の荘園となったため、村の鎮守社として春日大名神を勧請したと考えられており、その後名称を春日神社と改められた。
1195年（建久6年）には後鳥羽天皇が訪れたという記録が残っており、社殿は見事であったとされる。天正年間に高山右近の兵火にあって焼失し、1622年（元和8年）に現在の社殿を再建された。1911年（明治44年）に別所村の雲峯神社など合祀した際に、現在の社名へと変更した。

## 境内
鎮守の森の名称として磐手の杜があり、歌枕として有名である。また、安満宮山古墳がある安満宮山は元々神社の神域であり、代々守られ続けていた。

## 境内社
- 戎神社・弁天神社（祭神：蛭子大神・市杵島姫命）
- 鶴尾八幡神社・千観神社（祭神：本多知気命（応神天皇の幼名・夜泣之大神）・大加幸豆美命）
- 稲荷神社（祭神：白髭大明神・重盛大明神）

鳥居と本殿は、別所の雲峯神社を1911年（明治44年）に合祀した際に移築されたものである。
- 大将軍社（祭神：八衢比古神・八衢比売神・久那度神）

## 祭事
- 神輿渡御神事（通称「馬祭」）

一ノ馬座と女郎座（二ノ馬座、三ノ馬座）の二座を中心とした宮座の氏子中によって行われる初夏の農耕儀礼である。文章としての記録は1685年(貞享2年)の「村馬番覚書」まで下る祭事であり、平成18年2月21日に高槻市の無形民俗文化財に指定されている。

## 現地情報
所在地
- 大阪府高槻市安満磐手町5-6

交通アクセス
- 最寄バス停：高槻駅もしくは高槻市駅より高槻市営バス梶原東行き バス停「安満」下車後、徒歩約10分